# برزوفکا (شهرستان بیرسکی، باشقیرستان)
برزوفکا (انگلیسی: Berezovka, Birsky District, Republic of Bashkortostan) یک شهرک در شهرستان بیرسکی باشقیرستان کشور روسیه است.